# 박원재 (1984년)
박원재(朴源載, 1984년 5월 28일 ~ )는 대한민국의 전직 축구 선수이자 현 축구 지도자로 포지션은 수비수였다.

## 클럽 경력
당시 2003년에 정식 포항 스틸러스의 산하 유스팀으로 전환되 전이던 포항제철동초등학교, 포항제철중학교, 포항제철공업고등학교를 걸쳤으며 2003년 지역팀인 포항 스틸러스에 입단하며 프로에 본격적으로 뛰어들었다.
이후 2008년까지 포항의 간판 수비수로서 2004년 K리그 준우승, 2007년 K리그 우승, 2007년 FA컵 준우승, 2008년 FA컵 우승 등의 중추적인 역할을 수행한 뒤 2009년 일본 J1리그의 오미야 아르디자에서 1시즌동안 활동했다.
그리고 2010년 전북 현대 모터스로 이적하며 1년만에 국내 리그로 복귀한 후 2020년까지 선수와 플레잉코치로 활약하며 리그 7회 우승(2011, 2014, 2015, 2017, 2018, 2019, 2020) 및 2회 준우승(2012, 2016), 2010년 K리그 3위, 2011년 AFC 챔피언스리그 준우승, 2013년 K리그1 3위, 2013년 FA컵 준우승, 2014년 FA컵 4강, 2016년 AFC 챔피언스리그 우승, 2020년 FA컵 우승 등의 화려한 금자탑을 쌓았으며 2020 시즌 종료 후 현역에서 물러났다.

## 국가대표 경력
2011년 8월 10일, 일본과의 경기에서 전반 25분 김영권을 대신하여 투입되었으나, 투입 2분만에 엔도 야스히토의 중거리 슛을 머리에 맞고 뇌진탕 증세를 일으켜 37분 박주호와 교체되었다. 큰 이상은 없었으나 박원재는 경기에 뛴 기억이 없다고 밝혔다.
2012년 2월 최강희 감독이 부임한 후 국가대표팀에 재발탁되었다.

## 기록

### 클럽
2011년 12월 31일 기준
| 클럽             | 시즌 | 리그 | 리그 | 국내 컵 | 국내 컵 | 리그 컵 | 리그 컵 | 대륙 대회 | 대륙 대회 | 통산 | 통산 |
| 클럽             | 시즌 | 출장 | 득점 | 출장    | 득점    | 출장    | 득점    | 출장      | 득점      | 출장 | 득점 |
| ---------------- | ---- | ---- | ---- | ------- | ------- | ------- | ------- | --------- | --------- | ---- | ---- |
| 포항 스틸러스    | 2003 | 1    | 0    | 3       | 1       | -       | -       | -         | -         | 4    | 1    |
| 포항 스틸러스    | 2004 | 19   | 0    | 1       | 0       | 10      | 0       | -         | -         | 30   | 0    |
| 포항 스틸러스    | 2005 | 19   | 0    | 3       | 1       | 2       | 0       | -         | -         | 24   | 1    |
| 포항 스틸러스    | 2006 | 18   | 2    | 1       | 0       | 6       | 1       | -         | -         | 25   | 3    |
| 포항 스틸러스    | 2007 | 22   | 3    | 5       | 0       | 3       | 0       | -         | -         | 30   | 3    |
| 포항 스틸러스    | 2008 | 25   | 4    | 4       | 0       | 1       | 0       | 3         | 0         | 33   | 4    |
| 오미야 아르디자  | 2009 | 21   | 1    | 2       | 0       | 2       | 0       | -         | -         | 25   | 1    |
| 전북 현대 모터스 | 2010 | 17   | 0    | 0       | 0       | 3       | 0       | 6         | 0         | 26   | 0    |
| 전북 현대 모터스 | 2011 | 25   | 1    | 0       | 0       | 2       | 0       | 9         | 1         | 36   | 2    |
| 통산             | 통산 | 167  | 11   | 19      | 2       | 27      | 1       | 18        | 1         | 231  | 15   |